# Crise du porc

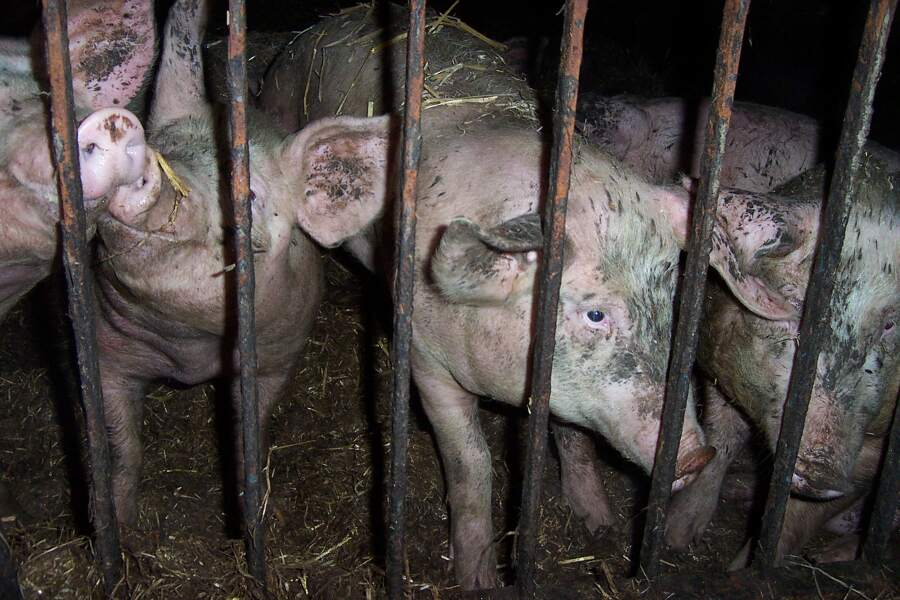
Porcs élevés sur paille

La crise du porc est une crise économique touchant toute la chaîne de production et de commercialisation du porc en Europe, et  tout particulièrement les éleveurs, notamment en Bretagne depuis l'année 2015. Ses causes sont à chercher dans la hausse des coûts d'alimentation, la dérégulation du marché et l'embargo russe sur le porc européen, début 2014. Cette crise entraîne une surproduction de porcs à l'échelle européenne, et de nombreuses manifestations d'éleveurs.

## Causes
La crise du porc est due à de multiples causes, dont la dérégulation du marché européen, la hausse du coût de l'alimentation des porcs, et l'embargo russe sur la viande de porc européenne décidé en février 2014, qui a privé la France de 10 % de son marché d'export. Cette crise est structurelle. Elle relève d'un différend entre les éleveurs, qui ne peuvent poursuivre leur activité à cause des prix trop bas du marché, et les transformateurs de viande de porc, qui se disent pénalisés sur le plan européen. L'Allemagne a modernisé ses élevages porcins pour obtenir une plus grande concentration d'animaux, et donc des coûts de production plus bas, entraînant une concurrence pour les éleveurs français,. Les éleveurs allemands subissent également la concurrence européenne, en particulier celle des pays de l'Est.

## Déroulement

### En Allemagne
En 2007 et 2008, les naisseurs et les engraisseurs de porcs d'Allemagne souffrent de la crise, notamment sur le prix du porcelet. Grâce à un fort développement et à des charges salariales faibles, l'Allemagne est en 2016 le 3e plus gros producteur de porc mondial, et le premier au niveau européen.

### En France
En 2013 et 2014, le déficit commercial de la France se creuse pour la viande de porc. Pour tenter de résoudre les difficultés rencontrées par les éleveurs, le gouvernement français préconise un prix d'achat de la viande de porc à 1,40 € le kilo. Le 10 août 2015, la Cooperl et Bigard/Socopa refusent de participer au marché du porc breton. La Cooperl signale par courrier la suspension de ses achats externes au cadran. La Cooperl préfère se fournir en Allemagne, où le cours du porc est moins cher de 25 centimes. Le syndicat des industriels de la viande publie un communiqué affirmant que les viandes européennes sont meilleures que les viandes françaises. La Fédération nationale porcine réagit en dénonçant un « chantage et une prise en otage des éleveurs », et des « pratiques mafieuses » de la part des industriels allemands et espagnols. Michel-Edouard Leclerc confirme pour sa part qu'il continue ses achats de porcs à 1,40 euro le kilo. Une semaine plus tard, le prix de référence national du porc passe à 1,39 euro du kilo. Un quart des porcs proposés ne trouvent pas d'acheteur. Jeudi 27 août, le ministre de l'agriculture Stéphane Le Foll réunit les acteurs de la filière pour tenter de résoudre la crise. Fin novembre, la cotation du porc breton tombe à 1,07 €. En janvier, les éleveurs porcins bretons se regroupent dans le mouvement des bonnets roses,. En juillet 2015, les éleveurs de porcs français dénoncent un dumping de la part de leurs homologues allemands, qui imposent leurs prix au reste de l'Europe, et demandent une réaction européenne. Ils réclament aussi une meilleure traçabilité à l'échelle européenne}.
Fin février 2016, les enseignes Leclerc et Intermarché, qui continuaient à acheter le porc français au prix conseillé de 1,40 € le kilo, font l'objet d'une enquête de la commission européenne pour entrave à la concurrence étrangère.

## Conséquences
En 2014 et 2015, certains éleveurs français affichent 200 000 euros de pertes par an et sont poussés au suicide. La crise entraîne une restructuration au Danemark et aux Pays-Bas, où les élevages de taille moyenne disparaissent et sont rachetés par des structures qui s'agrandissent.

## Pays touchés
la crise touche tous les pays européens, sauf l'Espagne. Ainsi, les éleveurs français perdent en moyenne 5 euros par porc en 2015, les Allemands et les Danois 12 euros.
En France, la crise du porc touche tout particulièrement les éleveurs bretons. Ses conséquences en Bretagne entraînent des répercussions au niveau national, puisque le marché du porc breton fixe les prix pour toute la France.

## Réactions
La crise porcine entraîne des réactions de la part des défenseurs du bien-être animal, qui dénoncent le discours officiel appelant à une modernisation des élevages pour réduire les coûts de production. En effet, les porcs sont de plus en plus élevés hors sol, sans voir la lumière ou l'herbe, et sans prise en compte de leurs besoins. Jacques Julliard en conclu que la mort industrielle doit entraîner une profonde remise en question des rapports entre l'être humain et la nature.
Des éleveurs de porcs témoignent qu'ils évitent la crise en passant sur le marché de l'agriculture biologique,.